# أق بلاغ (ورغاهان)
أق بلاغ (بالفارسية: آق‌بلاغ) هي منطقة سكنية تقع في إيران في قسم ورغاهان الریفي. يقدر عدد سكانها بـ 72 نسمة .